# Broquel

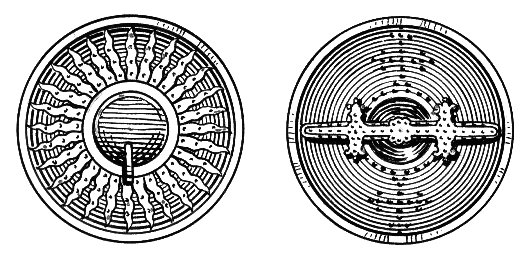
Parte delantera y trasera de un broquel.

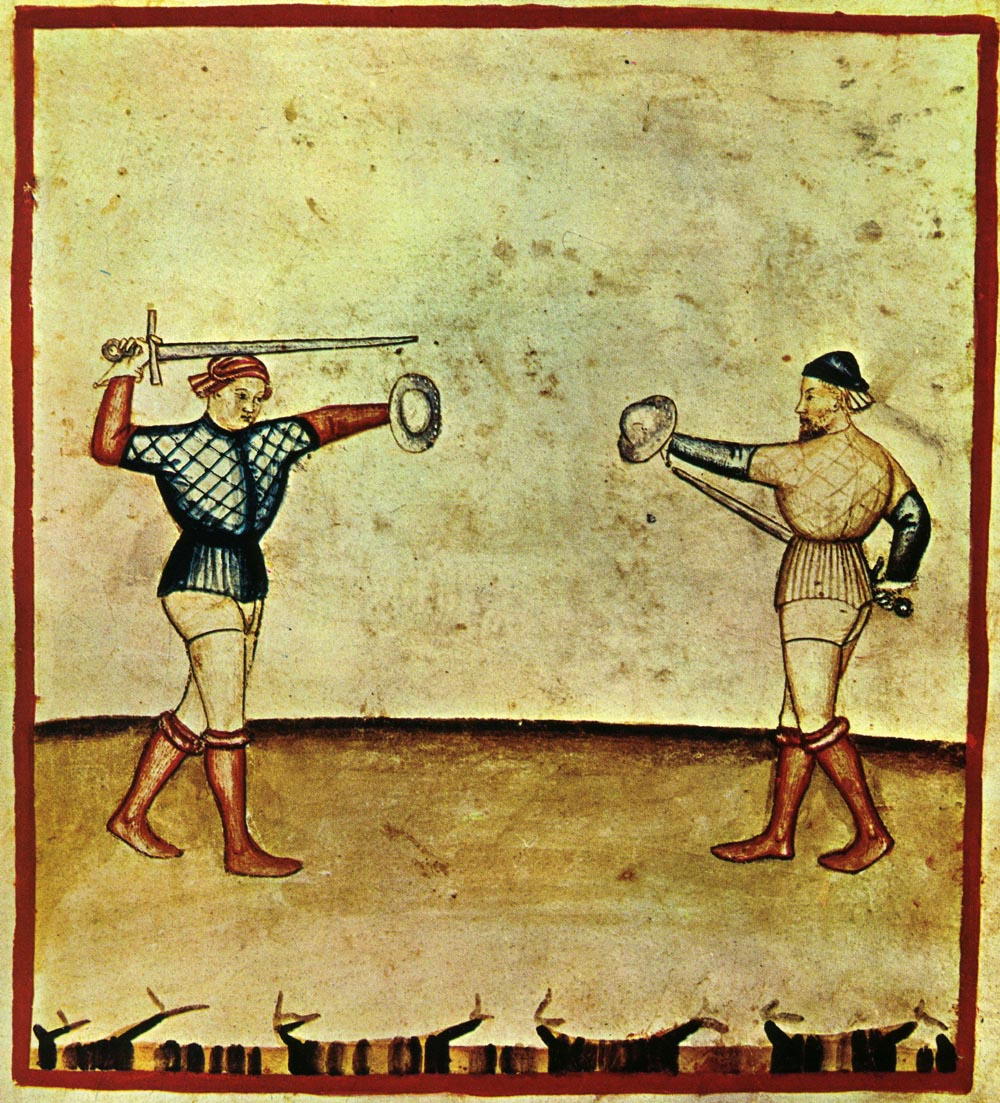
Espada y broquel de combate, placa del Tacuinum Sanitatis ilustrado en Lombardía, c. 1390.

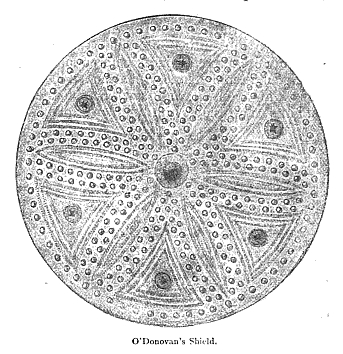
Broquel irlandés.

Un broquel es un escudo pequeño, de hierro o de acero, y más comúnmente de madera, cubierto de ante y con su canto guarnecido  de hierro, que tiene en el centro una cazoleta del mismo metal, hueca para que la mano pueda empuñar la embrazadura o manija, colocada por dentro. Aquella formaba al exterior la broca, de donde según Clouard (Memoria de la Academia de la Historia) procede el nombre de esta arma defensiva. Otros autores pretenden derivarlo del latín bū[c]cula («boquita», «mejilla», «visera del casco»), con cuya palabra se designaba la boca abierta de la cara o mascarón que solían poner los romanos en el centro del escudo.
En general, fue utilizado durante la Edad Media y el Renacimiento, consistiendo en una pobre protección frente a las armas arrojadizas, como flechas, pero útil para desviar el golpe de una espada o de una maza. Había dos formas documentadas de broqueles medievales. El primero, era un simple escudo redondo con la embrazadura directamente detrás del umbo con una variedad de superficies y grosores. Podían tener salientes en la parte superior e inferior, como se describe en el manual de Hans Talhoffer (esgrimista medieval alemán), o con anillos cerrados, como en un ejemplar de la Colección Wallace. La segunda forma principal era la de un rectángulo corrugado como sugiere Achille Marozzo en su Opera Nova.
El MS I.33, considerado el primero de los manuales existentes de combate con armas (en torno al año 1300), contiene la primera descripción de un sistema de combate combinado de broquel y espada.

## Usos
Este escudo fue más ampliamente utilizado de lo que se conoce comúnmente. Era un arma simple pero eficaz, a menudo combinada con un bracamante, o una espada ropera. Fue popular circa 1100 a 1600. Tuvo una variedad de funciones con la esgrima, excepto cinco que están descritas en primer plano en el MS I.33. Cada uso concede al tamaño y maniobrabilidad del broquel al lidiar con espadas ligeras.
- Protector de la mano: el principal uso del escudo era proteger la mano de la espada.
- Deflector: la ligereza del broquel y su centro curvado eran excelentes para desviar las hojas atacantes.
- Encubridor: El uso de las espadas ligeras utilizadas en conjunción con los broqueles se basaba en movimientos rápidos, lo que significaba que un simple segundo era una ventaja importante. El esgrimidor del broquel podría usarlo para tapar la posición de su propia espada de la vista del oponente, evitando que su adversario adivinase su siguiente ataque.
- «Puño metálico»: Podía usarse para atacar directamente al contrario golpeándolo con su cara plana o con el canto.
- Sujetador: podía usarse para sujetar la mano armada del oponente o su broquel contra su cuerpo. Era muy útil en los forcejeos a corta distancia, en los que los brazos del adversario podían ser fácilmente rodeados y controlados.